# Carlo Imperato
Carlo Imperato (né le 3 août 1964 dans le Bronx, à New York) est un acteur américain, surtout connu pour son rôle de Danny Amatullo dans la série télévisée de 1982 Fame. Son vrai nom est Anthony Imperato, mais il a dû[réf. nécessaire] le changer par Carlo alors au début de sa carrière. Carlo est le nom de son parrain.
Sur la scène théâtrale, il a apparu dans des comédies musicales à Broadway. En 1978, il est apparu sur Broadway comme A.J. dans la comédie musicale "Runaways" (écrit par Elizbeth Swados, produit par le regretté Joseph Papp). La production a remporté un Tony Awards en 1978 pour la meilleure comédie musicale.
Carlo est marié depuis 2000 avec Angela Imperato avec qui il a 2 enfants.